# Calvairate
Calvairate (Calvairaa in dialetto milanese, AFI: [kalvaiˈrɑː]) è un quartiere   di Milano posto nella zona orientale della città, appartenente al Municipio 4 e al nucleo di identità locale 28 "Umbria - Molise - Calvairate". 

## Origini del nome
Il nome Calvairate deriva dall'antica cappella dedicata a Santa Maria Nascente e al monte Calvario, in latino "mons Calvarius", fatta costruire da alcuni crociati di ritorno dalla Terra Santa probabilmente nel XII o XIII secolo.

## Storia

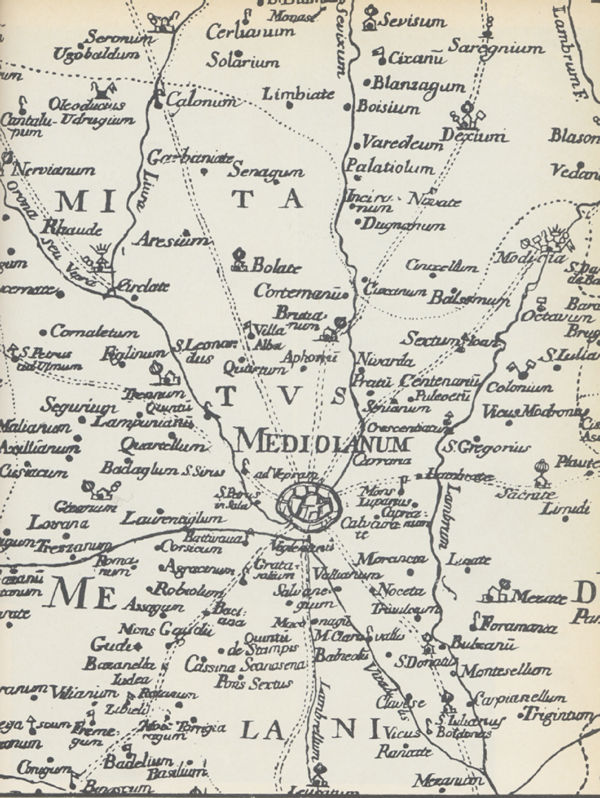
Dettaglio di una mappa del 1790 circa, dove è indicata Calvairate.

L'antico borgo agricolo, di cui è stata cancellata ogni testimonianza, si sviluppava nell'area attualmente occupata da piazzale Ferdinando Martini, e si centrava sulla locale parrocchia di Santa Maria Nascente, costruita nel 1581 per volere dell'arcivescovo Carlo Borromeo su progetto di Pellegrino Tibaldi. La zona era abitata da poco più di mille persone e faceva parte dei Corpi Santi di Porta Orientale. Il borgo di Calvairate fu poi annesso al comune Milano nel 1873.
Nei primi decenni del Novecento anche quest'area di città iniziò ad espandersi. Il piano regolatore Pavia-Masera disegnò due grandi piazze (Martini ed Insubria), collegate da un ampio viale alberato (via Laura Ciceri Visconti), destinate a diventare il fulcro del quartiere circostante. Il nuovo piano urbanistico cancellò la chiesa cinquecentesca e la Giazzera de Calvairaa, la ghiacciaia più grande di tutta Milano. Nel 1912 fu costruito ad est del quartiere (odierno viale Molise) il nuovo macello della città, trasferito da piazza Sant'Agostino.
L'area di Calvairate venne urbanizzata secondo le previsioni del piano Pavia-Masera del 1912. Inizialmente, a partire dagli anni venti, sorsero alcuni complessi di case popolari. Successivamente, fino al secondo dopoguerra, seguirono gli edifici di edilizia libera. L'area, ad alta densità edilizia, è comunque ricca di aree verdi ben disegnate e molto apprezzate.
Nel 1927 venne decisa la costruzione della nuova chiesa, completata nel 1929, che sorse sull'isolato compreso fra le vie Ennio e Lattanzio e che prese il nome della demolita Santa Maria Nascente con l’aggiunta della dedica a San Pio V. Dal 1965 ha sede in via Cesare Lombroso il mercato ortofrutticolo più grande d'Italia.

## Infrastrutture e trasporti

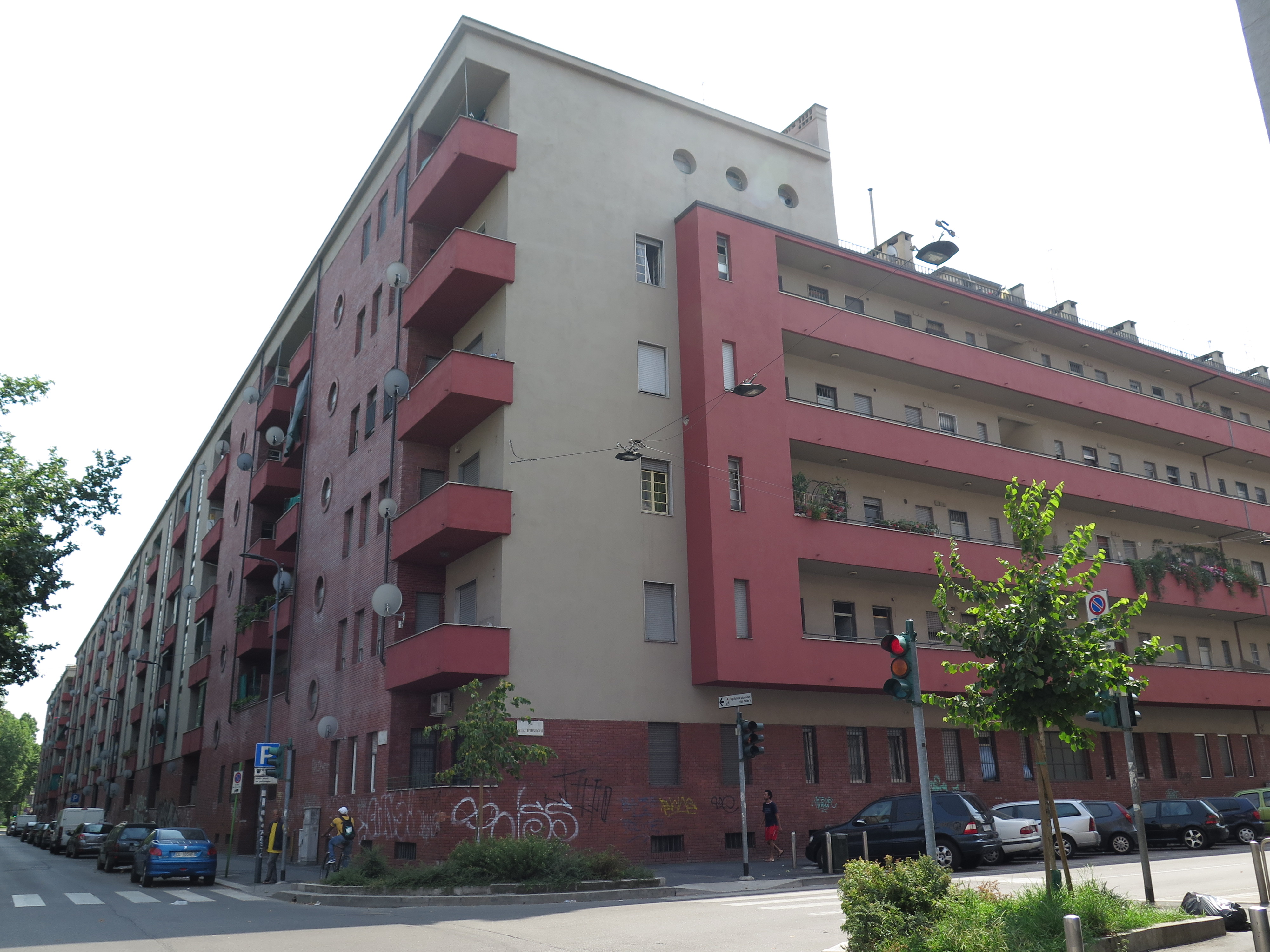
Quartiere IACP Molise di piazzale Vincenzo Cuoco

Il quartiere di Calvairate è attraversato nella sua parte occidentale dalla circonvallazione esterna (della 90/91).
Calvairate non è servita da stazioni della metropolitana o ferroviarie. Tuttavia, poco distante dai confini con il quartiere si trovano, all'interno della confinante Zona delle Regioni, la stazione di Porta Vittoria, servita da treni suburbani di Trenord (linee S1, S2, S5, S6 e S13), e all'interno del quartiere di Porta Romana, l'omonima stazione ferroviaria, servita da treni suburbani (linea S9), e la fermata Lodi TIBB della linea M3 della metropolitana.
Varie linee di autobus, di tram e di filobus, gestite da ATM, collegano Calvairate ai quartieri limitrofi, al centro di Milano e a tutti i quartieri che sorgono lungo la circonvallazione.
Calvairate potrebbe essere servita, in un eventuale futuro, da una stazione ferroviaria della cintura ferroviaria, che lambisce il quartiere a est. Il Piano Urbano della Mobilità Sostenibile (PUMS) del 2015, presentato dal comune di Milano, infatti, accarezzava l'ipotesi della costruzione di nuove stazioni ferroviarie lungo la cintura ferroviaria, tra cui, una all'altezza di Via Zama.